# Tour della nazionale maschile di rugby a 15 delle Samoa Occidentali 1993
Nel periodo tra le edizioni del 1992 e del 1995, la nazionale di rugby a 15 delle Samoa si è recata varie volte in tour oltremare.
Nel 1993, Samoa si reca in tour in Nuova Zelanda. dove disputa 9 match con 7 vittorie. Prima però partecipa al Super-10, progenitori dell'attuale Super 10 dove affrontano selezioni australiane, sudafricane e neozelandesi, e ne approfitta anche per disputare alcuni match amichevoli.

## Super 10 ed amichevoli
(*) = match per il super 10
| Apia Aprile 1993 | Samoa XV | 37 – 12 | Taranaki |  |

| Apia Aprile 1993 | Samoa XV | 27 – 19 | Queensland Reds (*) |  |

| Stellenbosch Aprile 1993 | Western Province | 15 – 23 | Samoa XV |  |

| Durban Aprile 1993 | Natal (*) | 56 – 13 | Samoa XV |  |

| Auckland Aprile 1993 | Auckland (*) | 18 – 10 | Samoa XV |  |

| Apia Aprile 1993 | Samoa XV | 30 – 20 | Otago (*) |  |

## Tour in Nuova Zelanda
La sfida finale con gli All Blacks finisce 35-13 per questi ultimi. Precedentemente viene stabilito un record: battendo 128-0 la selezione provinciale di Marlborough ottiene la più larga vittoria di una nazionale in tour contro una selezione o un club.
Fu il primo vero e proprio tour ufficiale dei Samoani in Nuova Zelanda.

### Risultati
| Arbitro: | David Bishop |

|  |    | |
|  | mt | Malaki Iupeli 2 Brian Lima 2 Peter Fatialofa, To'omalatai Aiolupo 2 Vaea, Meleisea Keenan, Perelini |
|  | tr | Saena 6                                                                                             |

| Arbitro: | Paddy O'Brien |

|  |    |                                                                               |
|  | mt | Koko 4 , Kellett 3 Saena 3, Vaeono 3 Ieremia 3, Tonu'u 2 Tatupu, Leiasamaivao |
|  | tr | Kellet 12, Saena 2                                                            |

| Arbitro: | G.Wahlstrom |

|         |      |                                |
| Ellis   | mt   | Tonu'u 3, Vaega 2 Iupeli, Koko |
| Holland | tr   | Kellett 5                      |
| Holland | c.p. | Kellett 5                      |

| Arbitro: | R.Ross |

|  |      |                                     |
|  | mt   | Iupeli, Lilomaiava Meleisea, Vaeono |
|  | tr   | Kellett 2                           |
|  | c.p. | Kellett Saena                       |

| Arbitro: | T.Marshall |

|                                         |      |                |
| Boroevic, S. Bachop Rush, Clarke Turner | mt   | Vaega, Vaifale |
| Howarth 3                               | tr   |                |
| Howarth 2                               | c.p. | Kellett        |

| Arbitro: | M.Thompson |

|             |      |                                |
| Foai 2, Coe | mt   | Lima 2, Samania Iupeli Vaega 2 |
| Love 2      | tr   | Samania 4                      |
| Love        | c.p. | Samania                        |

| Arbitro: | J.Norton |

|                   |      |                                                       |
| Seavill, Mitchell | mt   | Leiasamaiavao, Koko Ieremia, Tonu'u Kellett 2, Lima 2 |
| H. Coffin         | tr   | Kellett 4, Samania 3                                  |
| H. Coffin 3       | c.p. | Kellett                                               |

| Arbitro: | B.Smallbridge |

|          |      |                                      |
|          | mt   | Sio, Samania Vaeono, Koko 2 Tatupu 2 |
|          | tr   | Samania 4, Kellett 2                 |
| Sutton 2 | c.p. | Samania 2                            |

| Arbitro: | Jim Fleming |

| |            | |
| Z.Brooke, Stensness | mt         | Aiolupo |
| Fox 2 | tr         | Kellett |
| Fox 7 | c.p.       | Kellett 2 |
| 15.John Timu, 14.John Kirwan, 13.Frank Bunce, 12.Lee Stensness, 11.Inga Tuigamala, 10.Grant Fox, 9.Jon Preston, 8.Arran Pene, 7.Michael Jones, 6.Jamie Joseph, 5.Robin Brooke, 4.Ian Jones, 3.Craig Dowd, 2.Sean Fitzpatrick (cap.), 1.Graham Purvis - Sostituti: 16.Zinzan Brooke, 17.Walter Little, 18.Bull Allen, 19.Matthew Cooper | Formazioni | 15.Andrew Aiolupo, 14.Brian Lima, 13.To'o Vaega, 12.Alama Ieremia, 11.Lolani Koko, 10.Darren Kellett, 9.Junior Tonu'u, 8.Shem Tatupu, 7.Apollo Perelini, 6.Sila Vaifale, 5.Mat Keenan, 4.Mark Birtwistle, 3.Peter Fatialofa (cap.), 2.Tala Leiasamaiva'o, 1.Afa Leu'u - Sostituti: 16.Keneti Sio, 17.Lio Falaniko, 18.Malaki Iupeli, 19.Palemia Lilomaiava |